# Mina olin siin
Mina olin siin é um filme de drama estoniano de 2008 dirigido e escrito por René Vilbre.
É baseado no romance Mina olin siin. Esimene arest, de Sass Henno.
O filme foi dirigido por René Vilbre e escrito por Ilmar Raag. O filme estreou no dia 8 de julho de 2008 no Karlovy Vary International Film Festival, na Estônia, foi lançado em 12 de setembro de 2008 e se tornou a 5ª estréia de filme estoniana de maior sucesso desde o início dos anos 1990.

## Elenco
- Rasmus Kaljujärv - Rass
- Hele Kõre - Renita
- Margus Prangel - Mõssa
- Märt Avandi - Aivo
- Marilyn Jurman - Säde
- Johannes Naan - Janar
- Tambet Tuisk - Olari
- Doris Tislar - Hanna
- Nikolai Bentsler - Talis
- Rafael Jenokjan - Ruslan